# Billy De Wolfe
Billy De Wolfe, pseudonimo di William Andrew Jones (Quincy, 18 febbraio 1907 – Los Angeles, 5 marzo 1974), è stato un attore statunitense.

## Biografia
Figlio di un rilegatore gallese, Billy De Wolfe si interessò presto al teatro e trovò lavoro come usciere prima di diventare un ballerino con la Jimmy O'Connor Band. Fu a questo punto che cambiò il suo cognome in De Wolfe, che era il cognome del manager del teatro del Massachusetts in cui lavorava. Durante gli anni trenta andò in tournée in Europa con una compagnia di danza e apparve in una rivista londinese chiamata Revels in Rhythm. Durante la seconda guerra mondiale, prestò servizio nella Marina degli Stati Uniti e fu congedato nel 1944 per ragioni di salute.
Nel frattempo, nel 1943, aveva firmato un contratto con la Paramount Pictures e divenne un affidabile comprimario in ruoli brillanti. I suoi caratteristici baffetti e le sue maniere sussiegose facevano da perfetto contraltare ai protagonisti romantici. Tra i suoi ruoli più noti, da ricordare quello di Timmy Timmins, l'attore che diventa protagonista ricorrente nelle pellicole mute interpretate da Pearl White (Betty Hutton) nel film biografico La storia di Pearl White (1947). I suoi modi comicamente pomposi vennero messi in risalto in due commedie con Doris Day, Tè per due (1950) e La ninna nanna di Broadway' (1951). 
De Wolfe interpretò il ruolo di Pemberton Williams, incaricato d'affari del ducato di Lichtenburg, nella commedia musicale Chiamatemi Madame (1953), accanto a Ethel Merman e George Sanders, dopodiché - scaduto il suo contratto con la Paramount - tornò sul palcoscenico per interpretare le riviste John Murray Anderson's Almanac (1953-1954) e Ziegfeld Follies of 1957. All'inizio degli anni sessanta iniziò a comparire con sempre maggior frequenza sul piccolo schermo in popolari show e sit com, come The Dick Van Dyke Show (1965), I Pruitts (1967), The Queen & I (1969), The Doris Day Show (1970-1973), interpretando personaggi brillanti, come quello di Robert B. Hutton Jr., pignolo manager di una stazione radio in Good Morning, World (1967-1968).
Dopo un'ultima apparizione cinematografica nel film per ragazzi Nanù, il figlio della giungla (1973), De Wolfe era pronto per tornare a Broadway e interpretare il ruolo di Madame Lucy nel revival del musical Irene, con Debbie Reynolds e Ruth Warrick. Tuttavia, durante le prime fasi delle prove, apprese di essere malato di cancro e fu sostituito da George S. Irving. Morì a Los Angeles, il 5 marzo 1974, all'età di 67 anni.

## Filmografia parziale

### Cinema
- Dixie, regia di A. Edward Sutherland (1943)
- Duffy's Tavern, regia di Hal Walker (1945)
- Cieli azzurri (Blue Skies), regia di Stuart Heisler, Mark Sandrich (1946)
- 60 lettere d'amore (Dear Ruth), regia di William D. Russell (1947)
- La storia di Pearl White (The Perils of Pauline), regia di George Marshall (1947)
- Rivista di stelle (Variety Girl), regia di George Marshall (1947)
- Abbasso mio marito (Dear Wife), regia di Richard Haydn (1949)
- Tè per due (Tea for Two), regia di David Butler (1950)
- La ninna nanna di Broadway (Lullaby of Broadway), regia di David Butler (1951)
- A.A. criminale cercasi (Dear Brat), regia di William A. Seiter (1951)
- Chiamatemi Madame (Call Me Madam), regia di Walter Lang (1953)
- Nanù, il figlio della giungla (The World's Greatest Athlete), regia di Robert Scheerer (1973)

### Televisione
- La legge di Burke (Burke's Law) – serie TV, episodio 2x21 (1965)
- I Pruitts (The Pruitts of Southampton) - serie TV, 5 episodi (1967)
- Rango – serie TV, episodio 1x07 (1967)
- Good Morning, World - serie TV, 25 episodi (1967-1968)
- The Queen & I - serie TV, 10 episodi (1969)
- The Doris Day Show - serie TV, 12 episodi (1970-1973)

## Doppiatori italiani
- Stefano Sibaldi in Rivista di stelle, Abbasso mio marito, La ninna nanna di Broadway
- Gualtiero De Angelis in Tè per due, La storia di Pearl White
- Carlo Romano in Cieli azzurri